# Lattimore
Lattimore – miasto w Stanach Zjednoczonych, w stanie Karolina Północna, w hrabstwie Cleveland.